# HMCS Owen Sound (K340)
«Оуен Саунд» (англ. HMCS Owen Sound (K340) — військовий корабель, корвет типу «Модифікований Флавер» Королівського військово-морського флоту Канади за часів Другої світової війни.
Корвет «Оуен Саунд» був закладений 11 листопада 1942 року на верфі компанії Collingwood Shipbuilding у Колінгвуді. 15 червня 1943 року він був спущений на воду, а 17 листопада 1943 року увійшов до складу Королівських ВМС Канади.
10 березня 1944 року «Оуен Саунд» у взаємодії з британським «Форестер» і канадським «Сейнт Лорен» есмінцями та фрегатом «Суонсі» потопив у Північній Атлантиці південно-західніше Ірландії німецький підводний човен U-845. 10 членів екіпажу німецької субмарини загинули, 45 врятовані.